# Eginald Schlattner
Eginald Norbert Schlattner (Arad, 1933. szeptember 13. –) erdélyi német író és lelkész.

## Életrajza
Fogarason nőtt fel. Édesapját a második világháborút követően a Szovjetunióba deportálták, a családtól 1948-ban elvették a házukat. 1952-53-ban evangélikus teológiát, majd egy félévig matematikát, utána öt félévig hidrológiát hallgatott Kolozsváron. 1957-ben az államvizsga előtt letartóztatták, húsz hónapig vizsgálati fogságban tartották. Az 1959-es brassói íróperben „hazaárulás feljelentésének elmulasztása” miatt két évi börtönre és vagyonelkobzásra ítélték; az időtartamba beszámították a vizsgálati fogságot. Szabadulása után napszámos segédmunkásként dolgozott. 1969-ben engedélyezték, hogy letegye az államvizsgát, ezt követően vízügyi mérnök volt.
1973-ban újrakezdte teológiai tanulmányait. 1978-tól nyugdíjazásáig a Nagyszeben melletti Veresmarton evangélikus lelkészként szolgált; ezenkívül ellátta Szamosújváron a börtönlelkészi feladatokat is. A tevékenységét nyugdíjazása után sem hagyta abba, annak ellenére, hogy az egyházközség időközben megszűnt. Ő végzi a romániai női elítéltek, valamint a Romániában letartóztatott németek lelkigondozását.
A három megjelent regénye önéletrajzi elemekkel tárgyalja az erdélyi németek életét 1943 és az 1950-es évek között. A főszereplő minden esetben egy polgári származású erdélyi szász kamasz vagy fiatalember, benne az olvasó könnyen felismerheti a szerzőt.
A „Rote Handschuhe” című regény megjelenése (2000) után, számos vita bontakozott ki (többek között a Der Spiegel, Siebenbürgische Zeitung, Frankfurter Allgemeine Zeitung hasábjain, valamint az osztrák rádióban) az írónak az 1959-es perben játszott szerepét illetően. A kihallgatási jegyzőkönyvek alapján a per vádlottai (például az időközben emigrált Wolf von Aichelburg vagy Hans Bergel), részben Schlattner vallomásának tulajdonították elítéltetésüket.
Regényeit nyolc nyelvre fordították le; kettőt közülük (Der geköpfte Hahn, Rote Handschuhe) Radu Gabrea filmesített meg. 2002-ben Románia "kulturális követévé" nevezték ki; 2004-ben Ausztriában az Érdemkereszt I. osztályával tüntették ki.
Német és román nyelvtudása mellett magyarul is jól beszél, édesanyja Budapesten született 1912-ben, anyai nagyanyja a magyar nemesi származású Sebess-Zilahi Berta.

## Művei
| Eredeti cím                                     | Hely              | Kiadó               | Év   | Magyar cím        | Fordító                          | Hely      | Kiadó    | Év   |
| ----------------------------------------------- | ----------------- | ------------------- | ---- | ----------------- | -------------------------------- | --------- | -------- | ---- |
| Der geköpfte Hahn                               | Wien              | Paul Zsolnay Verlag | 1998 | Fejvesztett kakas | Hajdú Farkas-Zoltán Hajdú Iringó | Kolozsvár | Koinónia | 2006 |
| Rote Handschuhe                                 | Wien              | Paul Zsolnay Verlag | 2000 | Vörös kesztyű     | Fodor Zsuzsa                     | Kolozsvár | Koinónia | 2012 |
| Das Klavier im Nebel                            | Wien              | Paul Zsolnay Verlag | 2005 |                   |                                  |           |          |      |
| Mein Nachbar, der König. Verlassene Geschichten | Hermannstadt-Bonn | Schiller Verlag     | 2012 |                   |                                  |           |          |      |